# Meeting de Tanger
Le Meeting de Tanger rebaptisé Meeting Moulay El Hassan, du nom du prince héritier du Royaume du Maroc, est un meeting international d'athlétisme qui a lieu une fois par an dans la ville de Tanger. Les trois premières éditions ont eu lieu au stade Marshan. En 2011, le meeting s'est déroulé dans le nouveau stade Ibn Batouta, d'une capacité de 45 000 spectateurs.
Aujourd'hui le Meeting Moulay El Hassan est classé second meilleur meeting d'athlétisme en Afrique et fait partie de la African Golden League du CAA.
Il est très prisé par les athlètes marocains qui ont une chance de se mesurer à des athlètes de renommée mondiale, dont Bernard Lagat, Dayron Robles, Hasna Benhassi.
L'édition 2011 a vu la participation de champions du monde en titre comme Michael Frater, recordman du relais 4 × 100m.